# Antiparalelo
En electrónica, un circuito antiparalelo es aquel constituido por dos dispositivos conectados en circuito paralelo, pero con polaridades opuestas. Es decir, cada dispositivo conduce corriente en sentido inverso respecto del otro, lo que permite gestionar señales alternas o proteger componentes sensibles a la polarización inversa.

## Aplicaciones
Las configuraciones antiparalelas se utilizan comúnmente en dispositivos como triacs y diodos. A continuación se describen algunas aplicaciones prácticas.

### Protección de LED en corriente alterna
Cuando se conecta un LED a una fuente de corriente alterna, es necesario protegerlo contra los semiciclos negativos que lo polarizan inversamente, ya que puede dañarse. Una solución típica es conectar un diodo rectificador en antiparalelo con el LED. Esta disposición bloquea la corriente en la dirección inversa, protegiendo así al componente.

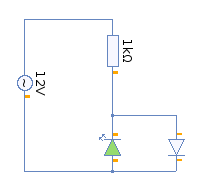
LED protegido en corriente alterna mediante un diodo en antiparalelo.

### LED bicolor
Un LED bicolor se obtiene al encapsular dos chips LED de diferentes colores en configuración antiparalela. Según la dirección de la corriente aplicada, se iluminará uno u otro color. Este tipo de LED permite mostrar diferentes estados con una única conexión bipolar.

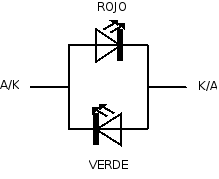
Símbolo de LED bicolor en antiparalelo.

Un circuito típico para controlar un LED bicolor utiliza dos conmutadores: uno conectado a una fuente de alimentación y otro a masa. Dependiendo de la posición de los conmutadores, se obtiene una diferencia de potencial en un sentido u otro, activando el color correspondiente.

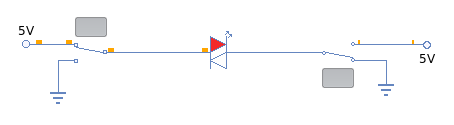
Simulación de funcionamiento de un LED bicolor con inversión de polaridad controlada.